# Romani Laiuse
Le Romani Laiuse était une langue indo-européenne parlée en Estonie par les Roms. C'était un mélange de romani baltique et d'estonien.
Cette langue a disparu pendant le Porajmos, l'extermination des Tziganes et des Roms par les Nazis entre 1941 et 1945.